# Senjavinovi otoki
Senjavinovi otoki pripradajo državi Pohnpei v Združenih državah Mikronezije. Sestavlja jih večji ognjeniški otok Pohnpei (približno 334 km2) z otočki in dva manjša atola Ant in Pakin.

## Zgodovina
Na Pohnpeiju je predkolonialna zgodovina razdeljena na tri obdobja: Mwehin Kawa ali Mwehin Aramas (obdobje gradnje ali obdobje naseljevanja pred približno letom 1100); Mwehin Sau Deleur (obdobje gospoda Deleurja, približno 1100 do približno 1628); in Mwehin Nahnmwarki (obdobje nahnmwarkijev, približno 1628 do približno 1885). Pohnpeijska legenda pripoveduje, da so bili vladarji Saudeleurji, prvi, ki so na Pohnpei prinesli vlado, tujega porekla. Centralizirana oblika absolutne vladavine Saudeleurjev je v pohnpeijski legendi označena kot vse bolj zatiralska skozi več generacij. Samovoljne in obremenjujoče zahteve ter sloves žaljenja pohnpeijskih božanstev so med Pohnpeijci povzročili nezadovoljstvo. Dinastija Saudeleurjev se je končala z invazijo Isokelekela, še enega tujega polmitološkega bojevniškega junaka in polboga. Ta je saudeleursko vladavino nadomestil z bolj decentraliziranim sistemom nahnmwarkijev, ki obstaja še danes.
Za Evropejce je te otoke prvi odkril portugalski pomorščak Pedro Fernandes de Queirós (1563–1614) leta 1595 med špansko odpravo, ki jo je vodil Álvaro de Mendaña de Neira (1542–1595). Odprava je hotela ustanoviti kolonijo na Salomonovih otokih, vendar ni dosegla cilja. Mendaña de Neira je zbolel in umrl, poveljstvo pa je prevzel Queirós. Na povratku v Manilo so opazili otoke in Queirós jih je imenoval »Quirósa«.
10. septembra 1825 je kapitan Row na brigu John Bull plul iz Novega Južnega Walesa do otoka Kanton v Feniksovih otokih, v Kiribatiju, le 64 kilometrov od nekaterih otokov na koordinatah 6°47′N 158°1′E / 6.783°N 158.017°E. Ni se jim približal bližje, saj je opazil pet čolnov, ki so jih zasledovali. John Bull je bila rahlo oborožena, zato se Row ni hotel z njimi pogovarjati, temveč se je raje odločil za plovbo naprej. Verjel je, da otoki niso znani, zato jih je poimenoval »John Bullovi otoki«. Leta 1828 je ruski pomorščak Fjodor Litke otoško skupino poimenoval po ruskem admiralu Dimitriju Senjavinu (1763–1831).